# Ад и потоп (створки алтаря Босха)
«Ад и потоп» («Мир до потопа») — название, закрепившееся за двумя боковыми створками несохранившегося алтаря нидерландского художника Иеронима Босха.
Две створки небольшого размера были обнаружены в 1927 году арт-дилером Н. Битсом в коллекции маркиза Чилоедеса в Мадриде. Он продал их семье Кёниг из Харлема. С 1935 по 1940 год створки экспонировались в Музее Бойманс в Роттердаме. В 1941 году они были подарены Музею фонда Бойманс Д. Г. ван Бейнингеном. Красочный слой створок отличается крайне плохой сохранностью.
Створки выполнены в технике гризайли с обеих сторон. Предположительно являются частью утерянного триптиха «Страшный Суд». По другой версии этот алтарь носил название «Sicut era in diebus Noa» (Как это было во времена Ноя). В 1595 году алтарь приобрёл эрцгерцог Эрнст.
Во времена Босха вера в дьявола вспыхнула с новой силой. Большинство современников Босха были уверены в том, что нечистая сила активно и губительно вмешивается в жизнь людей — и непосредственно, и через своих присных, ведьм и колдунов. В 1494 году в Нюрнберге Генрих Крамер (Инсисторис) и Якоб Шпренгер выпустили в свет исчерпывающее руководство по этому вопросу под названием «Молот ведьм» («Malleus Maleficarum»), где с научной точностью терминологии изложили природу ведовства, взаимоотношения ведьм с сатаной, а также способы распознавать их и предавать каре.

Но земля растлилась пред лицем Божиим, и наполнилась злодеяниями. И воззрел Бог на землю, — и вот, она растленна: ибо плоть извратила путь свой на земле.
VI Книга Бытия. Библия на нидерландском языке. Делфт. 1477

Художник прямо следует тексту: здесь изображён не ад, а зло, присущее человеческой натуре, и мир, деградировавший из-за порочности и греховности человечества.
На первой створке низвергнутые ангелы, уже превратившиеся в монстров, приземляются в какой-то дикой пустыне. На второй створке изображён Ноев ковчег, остановившийся «на горах Араратских», — с него попарно выходят спасшиеся «твари земные и небесные», вокруг валяются трупы погибших во время потопа.
|  |  |  |  |  |

На оборотной стороне створок бесы осаждают человечество: они завладевают крестьянским хозяйством, изгоняют его обитателей, сбрасывают пахаря с коня, нападают врасплох на прохожего. В четвёртой сцене христиане находят прибежище: один преклоняет колена пред Иисусом, а другой тем временем получает белые одежды из рук ангела.